# 10. СС оклопна дивизија Фрундсберг
10. СС оклопна дивизија Фрундсберг је била немачка Вафен СС дивизија током Другог светског рата, која је дејствовала како на Источном тако и на Западном фронту. Првобитни назив дивизије био је Karl der Große (Карло Велики) у употребљаван је једно време током 1943. године али је промењен у Фрундсберг (по команданту ландскнехта из 16. века Георгу фон Фрундсбергу) пошто је исти назив користила и 33. СС дивизија.
Заједно са сестринском 9. СС дивизијом ова дивизија имала је велику улогу у борбама у Нормандији, а посебно током операције Епсом и касније у Холандији у операцији Маркет Гарден.
У августу 2006. године немачки писац и нобеловац Гинтер Грас признао је да је био помоћник нишанџије у тенку у саставу ове дивизије пошто је регрутован у СС као седамнаестогодишњак 1944. године. Ово је изазвало велико изненађење у јавности с обзиром да је Грас увек био велики критичар нацистичког дела немачке прошлости.

## Команданти
- СС-пуковник - Микел Липерт: (март 1942—15. фебруар 1943)
- CC-генерал-потпуковник - Лотар Дебес: (15. фебруар 1943 - 15. новембар 1943)
- CC-генерал-потпуковник - Карл Фишер фон Тројенфелд: (15. новембар 1943 — 27. април 1944)
- CC-потпуковник - Гердвик фон Холцапле: (27. април 1944 — 8. мај 1945)